# Set the World Afire
«Set the World Afire» es la segunda canción del álbum So Far, So Good... So What! del grupo de thrash metal Megadeth. La canción fue escrita por Dave Mustaine. Es la primera canción que Mustaine escribió después de ser expulsado de Metallica por su violento comportamiento bajo los efectos del alcohol, siendo escrita en el autobús que lo llevó de vuelta a su casa en Los Ángeles.
La canción empieza con la última nota de Into The Lungs of Hell (canción anterior del álbum) y luego se puede escuchar "I don't want to set the world on fire" de The Ink Spots, después del sonido de una explosión inicia el tema de Megadeth.
La canción se tocó constantemente durante la gira del álbum So Far, So Good... So What! y fue tocada ocasionalmente en la gira del Rust in Peace, se dejó de tocar durante 13 años hasta 2004 durante la gira del álbum The System Has Failed. Actualmente es recurrentemente tocada en vivo y apareció en el álbum en vivo That One Night: Live in Buenos Aires.
- Datos: Q6126290